# 卢克雷齐娅·马吉斯特里斯
卢克雷齐娅·马吉斯特里斯（義大利語：Lucrezia Magistris，1999年4月21日—），意大利女子举重运动员，2022年欧洲举重锦标赛女子59公斤级银牌得主、2022年地中海运动会女子59公斤级抓举金牌得主和女子59公斤级挺举银牌得主。